# Eben am Achensee
Eben am Achensee är en kommun i distriktet Schwaz i förbundslandet Tyrolen i Österrike. I kommunen ligger den södra delen av sjön Achensee. I norr gränsar kommunen till Tyskland.
Kommunen består av fyra orter (Ortschaften) (inom parentes invånarantal 1 januari 2024):
- Bächental (0)
- Hinterriß (8)
- Maurach (2 770)
- Pertisau (740)